# 筑紫野市立筑紫東小学校
筑紫野市立筑紫東小学校（ちくしのしりつちくしひがししょうがっこう）は、福岡県筑紫野市にある公立小学校。
1994年（平成6年）4月開校。

## 所在地
- 福岡県筑紫野市光が丘2丁目3-1